# Klubowe Mistrzostwa Azji w piłce siatkowej mężczyzn

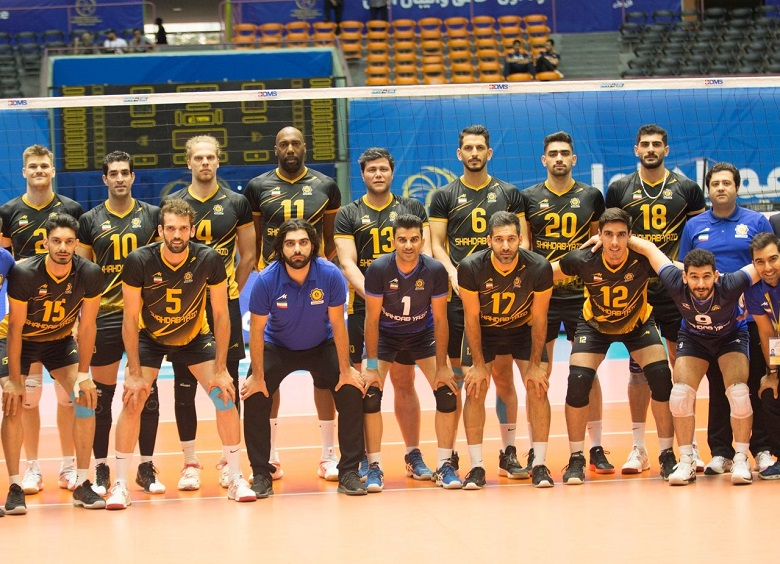
Szahdab Jazd uczestnikiem Klubowych Mistrzostw Azji 2022

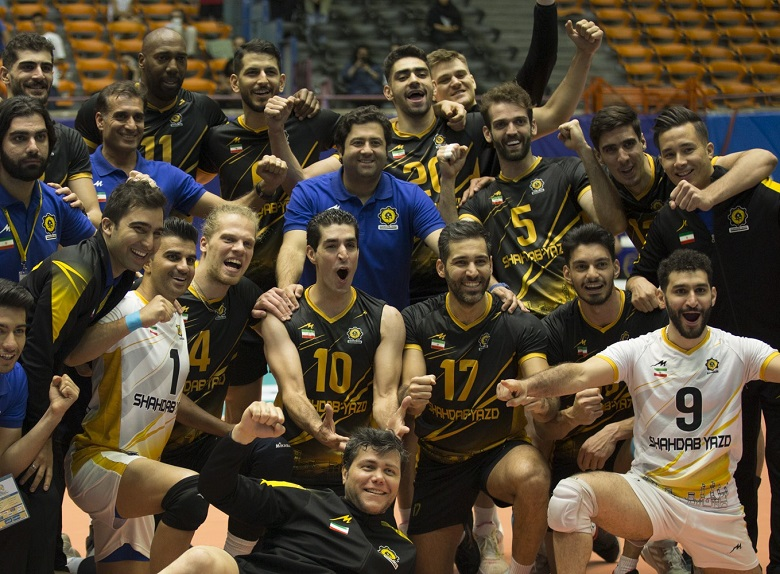
Szahdab Jazd brązowym medalistą Klubowych Mistrzostw Azji 2022

Klubowe Mistrzostwa Azji w piłce siatkowej mężczyzn ang. Men’s AVC Club Championships – międzynarodowe, klubowe rozgrywki siatkarskie, utworzone z inicjatywy Azjatyckiej Konfederacji Piłki Siatkowej (AVC). Uczestniczą w nich najlepsze męskie drużyny klubowe (zajmujące czołowe miejsca w azjatyckich ligach krajowych). Odbywają się one co roku, nieprzerwanie od 2004 roku.

## System rozgrywek
Premierowe zawody były rozgrywane systemem kołowym (tj. każdy z każdym, po jednym meczu). W latach 2000–2004 turniej składał się z rundy eliminacyjnej (złożonej z fazy grupowej, z której awans do następnej rundy uzyskiwały cztery najlepsze drużyny) oraz z rundy finałowej „Final round” (złożonej z półfinałów i finału). W sezonie 2005 powrócono do systemu kołowego. W latach 2006–2009 turniej ponownie składał się z dwóch rund: eliminacyjnej i finałowej. Aktualnie zawody rozgrywane w podobnym systemie jak w latach 2006–2009, jednak turniej finałowy obecnie składa się z ćwierćfinałów, półfinałów i finału.

## Triumfatorzy i uczestnicy turnieju finałowego
| Sezon | Gospodarz             | 1. miejsce             | 2. miejsce                  | 3. miejsce                  | 4. miejsce              |                       |
| ----- | --------------------- | ---------------------- | --------------------------- | --------------------------- | ----------------------- | --------------------- |
| 1999  | Hefei                 | Sichuan Chengdu        | Samsung Insurance           | Pajkan Teheran              | Chengdu Enwei           |                       |
| 2000  | Suphanburi            | Samsung Insurance      | Pajkan Teheran              | Jin Han Wang                | PTT                     |                       |
| 2001  | Shehong               | Samsung Insurance      | Suntory Sunbirds            | Shanghai Cable              | Sichuan Chengdu         |                       |
| 2002  | Teheran               | Pajkan Teheran         | Sanam Tehran                | Atyrau                      | Ar-Rajjan SC            |                       |
| 2003  | przerwa w rozgrywkach | przerwa w rozgrywkach  | przerwa w rozgrywkach       | przerwa w rozgrywkach       | przerwa w rozgrywkach   | przerwa w rozgrywkach |
| 2004  | Teheran               | Sanam Tehran           | Pajkan Teheran              | Atyrau                      | Shanghai Oriental       |                       |
| 2005  | Islamabad             | Rahat CSKA             | Saipa Tehran                | Shanghai Oriental           | Habib Bank Limited      |                       |
| 2006  | Hanoi                 | Pajkan Teheran         | Rahat CSKA                  | Jakarta BNI Taplus          | Army                    |                       |
| 2007  | Manama                | Pajkan Teheran         | Al-Hilal                    | Al Arabi Ad-Dauha           | Al-Najma                |                       |
| 2008  | Ałmaty                | Pajkan Teheran         | Ałmaty                      | Suntory Sunbirds            | An-Nassr                |                       |
| 2009  | Dubaj                 | Pajkan Teheran         | Al-Hilal                    | Al Arabi Ad-Dauha           | An-Nassr                |                       |
| 2010  | Zhenjiang             | Pajkan Teheran         | Al Arabi Ad-Dauha           | Panasonic Panthers          | Shanghai Dunlop         |                       |
| 2011  | Palembang             | Pajkan Teheran         | Ałmaty                      | Shanghai Tang Dynasty       | Osaka Blazers Sakai     |                       |
| 2012  | Szanghaj              | Al Arabi Ad-Dauha      | Shanghai Tang Dynasty       | Kalleh Mazandaran VC        | Ałmaty                  |                       |
| 2013  | Teheran               | Kalleh Mazandaran VC   | Ar-Rajjan SC                | Taiwan Power Company        | Liaoning                |                       |
| 2014  | Pasay                 | Matin Waramin          | Ar-Rajjan SC                | Beijing BAIC Motors         | Kondensat-Zhaikmunay    |                       |
| 2015  | Tajpej                | Taichung Bank          | Al Arabi Ad-Dauha           | Pajkan Teheran              | VC Pawłodar             |                       |
| 2016  | Naypyidaw             | Sarmajeh Bank VC       | Al Arabi Ad-Dauha           | Toyoda Gosei Trefuerza      | Shanghai Golden Age     |                       |
| 2017  | Nam Định, Ninh Bình   | Sarmajeh Bank VC       | Toyoda Gosei Trefuerza      | Al Arabi Ad-Dauha           | Ałtaj VC                |                       |
| 2018  | Naypyidaw             | Khatam Ardakan VC      | Atyrau VC                   | Wapda                       | Sanest Khánh Hòa        |                       |
| 2019  | Tajpej                | Matin Waramin          | Panasonic Panthers          | Ar-Rajjan SC                | Chennai Spartans        |                       |
| 2020  | przerwa w rozgrywkach | przerwa w rozgrywkach  | przerwa w rozgrywkach       | przerwa w rozgrywkach       | przerwa w rozgrywkach   | przerwa w rozgrywkach |
| 2021  | Nakhon Ratchasima     | Foolad Sirdżan Iranian | Al Arabi Ad-Dauha           | Burewisnyk Ałmaty           | Nakhon Ratchasima QminC |                       |
| 2022  | Teheran               | Pajkan Teheran         | Suntory Sunbirds            | Szahdab Jazd                | Taraz Jambil            |                       |
| 2023  | Manama                | Suntory Sunbirds       | Jakarta Bhayangkara Presisi | Police SC                   | Szahdab Jazd            |                       |
| 2024  | Jazd                  | Foolad Sirdżan Iranian | Szahdab Jazd                | Jakarta Bhayangkara Presisi | WK Pawłodar             |                       |
| 2025  | Kioto, Hirakata       | Ar-Rajjan SC           | Osaka Bluteon               | Suntory Sunbirds            | Foolad Sirdżan Iranian  |                       |